# 뇨제촌
뇨제촌(일본어: 如是村)은 일본 오사카부 시마카미군·미시마군에 설치되었던 촌이다. 현재의 다카쓰키시 남서부에 해당한다.

## 역사
- 1889년 4월 1일 - 정촌제 시행에 의해 시마카미군 시미즈촌이 성립하였다.
- 1896년 4월 1일 - 미시마군이 성립해, 소속이 변경되었다.
- 1934년 9월 1일 - 다카쓰키정에 편입해, 동일 뇨제촌은 폐지되었다.

## 교통

### 철도
구촌 북부에는 철도성 도카이도 본선과 신케이한 철도 (현 한큐 교토 본선)가 다카쓰키시 히가시오쿠즈미정(1·2정목)과 쓰노에 지구 부근 등을 통과하고 있어 역은 존재하지 않는다.

## 참고문헌
- 角川日本地名大辞典 27 大阪府